# Risto Laakkonen
Risto Juhani Laakkonen (ur. 6 maja 1967 w Kuopio) – fiński skoczek narciarski, złoty medalista olimpijski, dwukrotny medalista mistrzostw świata oraz zwycięzca Turnieju Czterech Skoczni.

## Kariera
W zawodach Pucharu Świata w skokach narciarskich zadebiutował 11 stycznia 1986 na dużej skoczni w Harrachovie. W tym konkursie zajął ósme miejsce i zdobył pierwsze punkty Pucharu Świata. W 1988 wystartował na igrzyskach olimpijskich w Calgary, zajmując 23. miejsce na normalnej skoczni. Pierwszy raz na podium stanął 3 grudnia 1988 w Thunder Bay, gdzie na skoczni normalnej zajął drugie miejsce, przegrywając jedynie z Dieterem Thomą. Dzień później w tym samym miejscu wygrał pierwsze zawody Pucharu Świata w karierze.
Najlepsze wyniki osiągnął w sezonie 1988/1989, kiedy to zajął siódme miejsce w klasyfikacji generalnej. Był między innymi drugi w Oberstdorfie, trzeci w Garmisch-Partenkirchen, siódmy w Innsbrucku oraz dziesiąty w Bischofshofen, co dało mu zwycięstwo w klasyfikacji końcowej 37. edycji Turnieju Czterech Skoczni. Tym samym dołączył do grona zawodników którzy wygrali turniej, nie wygrywając żadnego konkursu. Na mistrzostwach świata w Lahti w obu indywidualnych konkursach zajął 24. miejsce, a w konkursie drużynowym Finowie w składzie: Ari-Pekka Nikkola, Jari Puikkonen, Matti Nykänen i Risto Laakkonen wywalczyli złoty medal.
Na mistrzostwach świata w lotach w Vikersund w 1990 zajął 40. miejsce. Dwa lata wcześniej, na mistrzostwach świata w lotach w Oberstdorfie był 35. Ostatni medal zdobył podczas mistrzostw świata w Val di Fiemme w 1991, gdzie wspólnie z Nikkolą, Raimo Ylipullim i Vesą Hakalą wywalczył srebrny medal w konkursie drużynowym. Na normalnym obiekcie był indywidualnie ósmy, a na dużej skoczni dwunasty. 6 marca 1991 w Bollnäs po raz ostatni stanął na podium (zajął drugie miejsce). W klasyfikacji generalnej sezonu 1990/1991 był dziewiętnasty.
Ostatnią dużą imprezą w jego karierze były igrzyska olimpijskie w Albertville w 1992, gdzie wspólnie z Miką Laitinenem, Tonim Nieminenem i Nikkolą wywalczył drużynowe mistrzostwo olimpijskie. Ponadto był szesnasty na normalnej skoczni, a na dużej zajął 21. miejsce. 29 marca 1992 po raz ostatni wystąpił w zawodach Pucharu Świata. Miało to miejsce na skoczni w Planicy, gdzie zajął 24. miejsce.
Zakończył sportową karierę w wieku 25 lat.

## Igrzyska olimpijskie
| Miejsce | Dzień     | Rok  | Miejscowość | Konkurs                         | Wynik     | Strata    | Zwycięzca     |
| ------- | --------- | ---- | ----------- | ------------------------------- | --------- | --------- | ------------- |
| 23.     | 14 lutego | 1988 | Calgary     | Skocznia normalna indywidualnie | 183,2 pkt | –45,9 pkt | Matti Nykänen |
| 16.     | 9 lutego  | 1992 | Albertville | Skocznia normalna indywidualnie | 200,7 pkt | –22,1 pkt | Ernst Vettori |
| 1.      | 14 lutego | 1992 | Albertville | Skocznia duża drużynowo         | 644,4 pkt | –         | –             |
| 21.     | 16 lutego | 1992 | Albertville | Skocznia duża indywidualnie     | 164,2 pkt | –75,3 pkt | Toni Nieminen |

## Mistrzostwa świata
| Miejsce | Dzień     | Rok  | Miejscowość   | Konkurs                         | Wynik     | Strata    | Zwycięzca      |
| ------- | --------- | ---- | ------------- | ------------------------------- | --------- | --------- | -------------- |
| 24.     | 20 lutego | 1989 | Lahti         | Skocznia duża indywidualnie     | 164,0 pkt | –54,5 pkt | Jari Puikkonen |
| 1.      | 22 lutego | 1989 | Lahti         | Skocznia duża drużynowo         | 645,0 pkt | –         | –              |
| 24.     | 26 lutego | 1989 | Lahti         | Skocznia normalna indywidualnie | 94,4 pkt  | –20,1 pkt | Jens Weißflog  |
| 12.     | 10 lutego | 1991 | Val di Fiemme | Skocznia duża indywidualnie     | 190,7 pkt | –26,8 pkt | Franci Petek   |
| 2.      | 14 lutego | 1991 | Val di Fiemme | Skocznia duża drużynowo         | 562,8 pkt | –4,8 pkt  | Austria        |
| 8.      | 16 lutego | 1991 | Val di Fiemme | Skocznia normalna indywidualnie | 211,0 pkt | –11,9 pkt | Heinz Kuttin   |

## Mistrzostwa świata w lotach
| Miejsce | Dzień     | Rok  | Miejscowość | Konkurs            | Wynik     | Strata    | Zwycięzca            |
| ------- | --------- | ---- | ----------- | ------------------ | --------- | --------- | -------------------- |
| 35.     | 13 marca  | 1988 | Oberstdorf  | Loty indywidualnie | 268,5 pkt | –95,5 pkt | Ole Gunnar Fidjestøl |
| 40.     | 25 lutego | 1990 | Vikersund   | Loty indywidualnie | 285,6 pkt | –72,1 pkt | Dieter Thoma         |

## Puchar Świata

### Miejsca w klasyfikacji generalnej
| Sezon     | Miejsce |
| --------- | ------- |
| 1985/1986 | 50.     |
| 1986/1987 | 18.     |
| 1987/1988 | 47.     |
| 1988/1989 | 7.      |
| 1989/1990 | 11.     |
| 1990/1991 | 19.     |
| 1991/1992 | 27.     |

### Miejsca na podium chronologicznie
| Nr | Data             | Miejscowość            | Skocznia             | Nota      | Pozycja | Strata    | Zwycięzca     |
| -- | ---------------- | ---------------------- | -------------------- | --------- | ------- | --------- | ------------- |
| 1. | 3 grudnia 1988   | Thunder Bay            | Normal Thunder       | 218,0 pkt | 2.      | –3,6 pkt  | Dieter Thoma  |
| 2. | 4 grudnia 1988   | Thunder Bay            | Big Thunder          | 235,0 pkt | 1.      | –         | –             |
| 3. | 30 grudnia 1988  | Oberstdorf             | Schattenbergschanze  | 212,5 pkt | 2.      | –7,0 pkt  | Dieter Thoma  |
| 4. | 1 stycznia 1989  | Garmisch-Partenkirchen | Große Olympiaschanze | 217,0 pkt | 3.      | –3,5 pkt  | Matti Nykänen |
| 5. | 15 stycznia 1989 | Harrachov              | Čerťák K-120         | 195,5 pkt | 2.      | –13,5 pkt | Jan Boklöv    |
| 6. | 4 grudnia 1989   | Thunder Bay            | Normal Thunder       | 235,4 pkt | 1.      | –         | –             |
| 7. | 1 stycznia 1990  | Garmisch-Partenkirchen | Große Olympiaschanze | 219,0 pkt | 2.      | –1,5 pkt  | Jens Weißflog |
| 8. | 6 marca 1991     | Bollnäs                | Bolleberget          | 222,5 pkt | 2.      | –2,0 pkt  | Stefan Zünd   |

### Miejsca w poszczególnych konkursach indywidualnychPucharu Świata
| Źródło | Źródło      | Źródło      | Źródło      | Źródło     | Źródło                 | Źródło                 | Źródło                 | Źródło        | Źródło              | Źródło              | Źródło          | Źródło          | Źródło       | Źródło   | Źródło       | Źródło       | Źródło       | Źródło  | Źródło          | Źródło       | Źródło              | Źródło  | Źródło  | Źródło  | Źródło | Źródło | Źródło | Źródło | Źródło | Źródło | Źródło | Źródło | Źródło | Źródło | Źródło | Źródło | Źródło | Źródło | Źródło | Źródło | Źródło | Źródło | Źródło | Źródło | Źródło | Źródło | Źródło | Źródło | Źródło |
| --- | ----------- | ----------- | ----------- | ---------- | ---------------------- | ---------------------- | ---------------------- | ------------- | ------------------- | ------------------- | --------------- | --------------- | ------------ | -------- | ------------ | ------------ | ------------ | ------- | --------------- | ------------ | ------------------- | ------- | ------- | ------- | ------ | ------ | ------ | ------ | ------ | ------ | ------ | ------ | ------ | ------ | ------ | ------ | ------ | ------ | ------ | ------ | ------ | ------ | ------ | ------ | ------ | ------ | ------ | ------ | ------ |
| Sezon 1985/1986                                                                                                   |             |             |             |            |                        |                        |                        |               |                     |                     |                 |                 |              |          |              |              |              |         |                 |              |                     |         |         |         |        |        |        |        |        |        |        |        |        |        |        |        |        |        |        |        |        |        |        |        |        |        |        |        |        |
| Thunder Bay | Thunder Bay | Lake Placid | Lake Placid | Chamonix   | Oberstdorf             | Garmisch-Partenkirchen | Innsbruck              | Bischofshofen | Harrachov           | Liberec             | Klingenthal     | Oberwiesenthal  | Sapporo      | Sapporo  | Vikersund    | Vikersund    | Sankt Moritz | Gstaad  | Engelberg       | Lahti        | Lahti               | Oslo    | Planica | Planica | punkty |        |        |        |        |        |        |        |        |        |        |        |        |        |        |        |        |        |        |        |        |        |        |        |        |
| - | -           | -           | -           | -          | -                      | -                      | -                      | -             | 8                   | 28                  | 33              | 61              | -            | -        | -            | -            | -            | -       | -               | 46           | 74                  | -       | -       | -       | 8      |        |        |        |        |        |        |        |        |        |        |        |        |        |        |        |        |        |        |        |        |        |        |        |        |
| Sezon 1986/1987                                                                                                   |             |             |             |            |                        |                        |                        |               |                     |                     |                 |                 |              |          |              |              |              |         |                 |              |                     |         |         |         |        |        |        |        |        |        |        |        |        |        |        |        |        |        |        |        |        |        |        |        |        |        |        |        |        |
| Thunder Bay | Thunder Bay | Lake Placid | Lake Placid | Chamonix   | Oberstdorf             | Garmisch-Partenkirchen | Innsbruck              | Bischofshofen | Szczyrbskie Jezioro | Szczyrbskie Jezioro | Oberwiesenthal  | Sapporo         | Sapporo      | Lahti    | Lahti        | Örnsköldsvik | Falun        | Planica | Planica         | Rælingen     | Oslo                | punkty  | punkty  | punkty  | punkty | punkty | punkty | punkty | punkty | punkty | punkty | punkty | punkty | punkty | punkty | punkty | punkty | punkty | punkty | punkty |        |        |        |        |        |        |        |        |        |
| - | -           | -           | -           | 9          | -                      | -                      | -                      | -             | 13                  | 10                  | 6               | -               | -            | 18       | 81           | 14           | 6            | -       | -               | 17           | 18                  | 38      | 38      | 38      | 38     | 38     | 38     | 38     | 38     | 38     | 38     | 38     | 38     | 38     | 38     | 38     | 38     | 38     | 38     | 38     |        |        |        |        |        |        |        |        |        |
| Sezon 1987/1988                                                                                                   |             |             |             |            |                        |                        |                        |               |                     |                     |                 |                 |              |          |              |              |              |         |                 |              |                     |         |         |         |        |        |        |        |        |        |        |        |        |        |        |        |        |        |        |        |        |        |        |        |        |        |        |        |        |
| Thunder Bay | Thunder Bay | Lake Placid | Lake Placid | Sapporo    | Sapporo                | Oberstdorf             | Garmisch-Partenkirchen | Innsbruck     | Bischofshofen       | Gallio              | Sankt Moritz    | Gstaad          | Engelberg    | Lahti    | Lahti        | Meldal       | Oslo         | Planica | Planica         | punkty       | punkty              | punkty  | punkty  | punkty  | punkty | punkty | punkty | punkty | punkty | punkty | punkty | punkty | punkty | punkty | punkty | punkty | punkty | punkty |        |        |        |        |        |        |        |        |        |        |        |
| 33 | 49          | 28          | 25          | -          | -                      | -                      | -                      | -             | -                   | -                   | 14              | 29              | 9            | 23       | 12           | 44           | 28           | 16      | 20              | 13           | 13                  | 13      | 13      | 13      | 13     | 13     | 13     | 13     | 13     | 13     | 13     | 13     | 13     | 13     | 13     | 13     | 13     | 13     |        |        |        |        |        |        |        |        |        |        |        |
| Sezon 1988/1989                                                                                                   |             |             |             |            |                        |                        |                        |               |                     |                     |                 |                 |              |          |              |              |              |         |                 |              |                     |         |         |         |        |        |        |        |        |        |        |        |        |        |        |        |        |        |        |        |        |        |        |        |        |        |        |        |        |
| Thunder Bay | Thunder Bay | Lake Placid | Lake Placid | Sapporo    | Sapporo                | Oberstdorf             | Garmisch-Partenkirchen | Innsbruck     | Bischofshofen       | Liberec             | Harrachov       | Oberhof         | Oberhof      | Chamonix | Oslo         | Örnsköldsvik | Harrachov    | Planica | Planica         | punkty       | punkty              | punkty  | punkty  | punkty  | punkty | punkty | punkty | punkty | punkty | punkty | punkty | punkty | punkty | punkty | punkty | punkty | punkty | punkty |        |        |        |        |        |        |        |        |        |        |        |
| 2 | 1           | 6           | 11          | -          | -                      | 2                      | 3                      | 7             | 10                  | 23                  | 2               | -               | -            | -        | 14           | 18           | -            | 33      | 32              | 132          | 132                 | 132     | 132     | 132     | 132    | 132    | 132    | 132    | 132    | 132    | 132    | 132    | 132    | 132    | 132    | 132    | 132    | 132    |        |        |        |        |        |        |        |        |        |        |        |
| Sezon 1989/1990                                                                                                   |             |             |             |            |                        |                        |                        |               |                     |                     |                 |                 |              |          |              |              |              |         |                 |              |                     |         |         |         |        |        |        |        |        |        |        |        |        |        |        |        |        |        |        |        |        |        |        |        |        |        |        |        |        |
| Thunder Bay | Thunder Bay | Lake Placid | Lake Placid | Sapporo    | Sapporo                | Oberstdorf             | Garmisch-Partenkirchen | Innsbruck     | Bischofshofen       | Harrachov           | Liberec         | Zakopane        | Sankt Moritz | Gstaad   | Engelberg    | Predazzo     | Predazzo     | Lahti   | Lahti           | Örnsköldsvik | Sollefteå           | Raufoss | Planica | Planica | punkty |        |        |        |        |        |        |        |        |        |        |        |        |        |        |        |        |        |        |        |        |        |        |        |        |
| 15 | 1           | 4           | 19          | 8          | 7                      | 4                      | 2                      | 5             | 14                  | 21                  | 23              | 51              | 12           | 28       | 13           | 24           | 17           | 60      | 25              | -            | -                   | 11      | 14      | 13      | 117    |        |        |        |        |        |        |        |        |        |        |        |        |        |        |        |        |        |        |        |        |        |        |        |        |
| Sezon 1990/1991                                                                                                   |             |             |             |            |                        |                        |                        |               |                     |                     |                 |                 |              |          |              |              |              |         |                 |              |                     |         |         |         |        |        |        |        |        |        |        |        |        |        |        |        |        |        |        |        |        |        |        |        |        |        |        |        |        |
| Lake Placid | Lake Placid | Thunder Bay | Thunder Bay | Sapporo    | Sapporo                | Oberstdorf             | Garmisch-Partenkirchen | Innsbruck     | Bischofshofen       | Oberhof             | Bad Mitterndorf | Bad Mitterndorf | Lahti        | Lahti    | Bollnäs      | Falun        | Trondheim    | Oslo    | Planica         | Planica      | Szczyrbskie Jezioro | punkty  | punkty  | punkty  | punkty | punkty | punkty | punkty | punkty | punkty | punkty | punkty | punkty | punkty | punkty | punkty | punkty | punkty | punkty | punkty |        |        |        |        |        |        |        |        |        |
| 14 | 11          | 12          | 22          | -          | -                      | 15                     | 14                     | 12            | 28                  | -                   | -               | -               | 11           | 25       | 2            | 10           | 37           | 13      | -               | -            | 49                  | 52      | 52      | 52      | 52     | 52     | 52     | 52     | 52     | 52     | 52     | 52     | 52     | 52     | 52     | 52     | 52     | 52     | 52     | 52     |        |        |        |        |        |        |        |        |        |
| Sezon 1991/1992                                                                                                   |             |             |             |            |                        |                        |                        |               |                     |                     |                 |                 |              |          |              |              |              |         |                 |              |                     |         |         |         |        |        |        |        |        |        |        |        |        |        |        |        |        |        |        |        |        |        |        |        |        |        |        |        |        |
| Thunder Bay | Thunder Bay | Sapporo     | Sapporo     | Oberstdorf | Garmisch-Partenkirchen | Innsbruck              | Bischofshofen          | Predazzo      | Sankt Moritz        | Engelberg           | Oberstdorf      | Oberstdorf      | Lahti        | Lahti    | Örnsköldsvik | Trondheim    | Trondheim    | Oslo    | MŚL – Harrachov | Planica      | punkty              | punkty  | punkty  | punkty  | punkty | punkty | punkty | punkty | punkty | punkty | punkty | punkty | punkty | punkty | punkty | punkty | punkty | punkty | punkty |        |        |        |        |        |        |        |        |        |        |
| 29 | 28          | -           | -           | 8          | q                      | 24                     | 21                     | -             | 28                  | 23                  | -               | -               | 6            | 19       | -            | -            | 18           | 8       | -               | 24           | 26                  | 26      | 26      | 26      | 26     | 26     | 26     | 26     | 26     | 26     | 26     | 26     | 26     | 26     | 26     | 26     | 26     | 26     | 26     |        |        |        |        |        |        |        |        |        |        |
| Legenda |             |             |             |            |                        |                        |                        |               |                     |                     |                 |                 |              |          |              |              |              |         |                 |              |                     |         |         |         |        |        |        |        |        |        |        |        |        |        |        |        |        |        |        |        |        |        |        |        |        |        |        |        |        |
| 1 2 3 4-10 11-15 poniżej 15 dq – dyskwalifikacja q – zawodnik nie zakwalifikował się - – zawodnik nie wystartował |             |             |             |            |                        |                        |                        |               |                     |                     |                 |                 |              |          |              |              |              |         |                 |              |                     |         |         |         |        |        |        |        |        |        |        |        |        |        |        |        |        |        |        |        |        |        |        |        |        |        |        |        |        |

### Miejsca w poszczególnych konkursach drużynowychPucharu Świata
| Źródło                                       | Źródło          | Źródło          | Źródło          | Źródło          | Źródło          | Źródło          | Źródło          | Źródło        | Źródło       |
| -------------------------------------------- | --------------- | --------------- | --------------- | --------------- | --------------- | --------------- | --------------- | ------------- | ------------ |
| Sezon 1991/1992                              | Sezon 1991/1992 | Sezon 1991/1992 | Sezon 1991/1992 | Sezon 1991/1992 | Sezon 1991/1992 | Sezon 1991/1992 | Sezon 1991/1992 | Predazzo K120 | Planica K120 |
| Sezon 1991/1992                              | Sezon 1991/1992 | Sezon 1991/1992 | Sezon 1991/1992 | Sezon 1991/1992 | Sezon 1991/1992 | Sezon 1991/1992 | Sezon 1991/1992 | -             | 3            |
| Legenda                                      |                 |                 |                 |                 |                 |                 |                 |               |              |
| 1 2 3 poniżej 3 - – zawodnik nie wystartował |                 |                 |                 |                 |                 |                 |                 |               |              |

### Turniej Czterech Skoczni

#### Miejsca w klasyfikacji generalnej
| Sezon     | Miejsce | Źr.   |
| --------- | ------- | ----- |
| 1988/1989 | 1.      | [ 1 ] |
| 1989/1990 | 6.      | [ 1 ] |
| 1990/1991 | 10.     | [ 1 ] |
| 1991/1992 | 28.     | [ 3 ] |

## Puchar Kontynentalny

### Miejsca w poszczególnych konkursachPucharu Kontynentalnego
| Źródło                                                                        | Źródło  | Źródło     | Źródło      | Źródło  | Źródło     | Źródło     | Źródło  | Źródło    | Źródło    | Źródło    | Źródło    | Źródło  | Źródło    | Źródło           | Źródło   | Źródło     | Źródło | Źródło | Źródło   | Źródło   | Źródło | Źródło | Źródło | Źródło | Źródło | Źródło | Źródło | Źródło | Źródło | Źródło | Źródło | Źródło | Źródło | Źródło | Źródło | Źródło | Źródło | Źródło | Źródło | Źródło | Źródło | Źródło | Źródło | Źródło | Źródło | Źródło | Źródło | Źródło | Źródło | Źródło | Źródło | Źródło | Źródło | Źródło | Źródło | Źródło | Źródło | Źródło | Źródło |
| ----------------------------------------------------------------------------- | ------- | ---------- | ----------- | ------- | ---------- | ---------- | ------- | --------- | --------- | --------- | --------- | ------- | --------- | ---------------- | -------- | ---------- | ------ | ------ | -------- | -------- | ------ | ------ | ------ | ------ | ------ | ------ | ------ | ------ | ------ | ------ | ------ | ------ | ------ | ------ | ------ | ------ | ------ | ------ | ------ | ------ | ------ | ------ | ------ | ------ | ------ | ------ | ------ | ------ | ------ | ------ | ------ | ------ | ------ | ------ | ------ | ------ | ------ | ------ | ------ |
| Sezon 1991/1992                                                               |         |            |             |         |            |            |         |           |           |           |           |         |           |                  |          |            |        |        |          |          |        |        |        |        |        |        |        |        |        |        |        |        |        |        |        |        |        |        |        |        |        |        |        |        |        |        |        |        |        |        |        |        |        |        |        |        |        |        |        |
| Oberwiesenthal                                                                | Oberhof | Courchevel | Sankt Aegyd | Planica | Saalfelden | Ruhpolding | Liberec | Harrachov | Willingen | Willingen | La Molina | Szczyrk | Schönwald | Titisee-Neustadt | Chamonix | Le Brassus | Sprova | Meldal | Feldberg | Feldberg | punkty |        |        |        |        |        |        |        |        |        |        |        |        |        |        |        |        |        |        |        |        |        |        |        |        |        |        |        |        |        |        |        |        |        |        |        |        |        |        |
| -                                                                             | -       | 16         | -           | -       | -          | -          | -       | -         | -         | -         | -         | -       | -         | -                | -        | -          | -      | -      | -        | -        | 0      |        |        |        |        |        |        |        |        |        |        |        |        |        |        |        |        |        |        |        |        |        |        |        |        |        |        |        |        |        |        |        |        |        |        |        |        |        |        |
| Legenda                                                                       |         |            |             |         |            |            |         |           |           |           |           |         |           |                  |          |            |        |        |          |          |        |        |        |        |        |        |        |        |        |        |        |        |        |        |        |        |        |        |        |        |        |        |        |        |        |        |        |        |        |        |        |        |        |        |        |        |        |        |        |
| 1 2 3 4-10 11-30 poniżej 30 dq – dyskwalifikacja - – zawodnik nie wystartował |         |            |             |         |            |            |         |           |           |           |           |         |           |                  |          |            |        |        |          |          |        |        |        |        |        |        |        |        |        |        |        |        |        |        |        |        |        |        |        |        |        |        |        |        |        |        |        |        |        |        |        |        |        |        |        |        |        |        |        |